# Katarzyna Kozyra
Katarzyna Kozyra (1963) es una reconocida videoartista polaca. Cursó Estudios de Alemán en la Universidad de Varsovia (1985–1988). En 1993, se graduó de la Academia de Bellas Artes de Varsovia, en donde estudió escultura, y de la Hochshule für Graphik und Buchkunst en Leipzig. Ha expuesto internacionalmente desde 1997 en lugares como la Brown University y el Carnegie International en los Estados Unidos.

## Actividad artística
"Pirámide de animales", obra con la que se graduó de 1993, se convirtió en una sensación y un "objeto de violenta controversia"  por aquellos días en Polonia. La pieza consistía en una instalación con los cuerpos disecados de un caballo, un perro, un gato, un gallo y un vídeo que representaba la muerte del caballo. El trabajo cita al cuento de hadas de los hermanos Grimm, "Los músicos de Bremen", y se refiere a la participación humana en los procedimientos en la matanza industrial de animales y a la normalización del asesinato cuando esta forma parte de la cadena alimentaria. También se mencionó que esta pieza, más allá de ser solo "un trabajo sobre animales, es un trabajo que habla sobre la muerte, sobre el asesinato y su importancia en la cultura actual". Kozyra llegó a ser conocida como una artista polémica por la notoriedad que alcanzó esta instalación, pero también por otras obras como: "Relación de sangre" (1995), "Olympia" (1996), "casa de baño" (1997) y "Casa de baño para hombres" (1999).

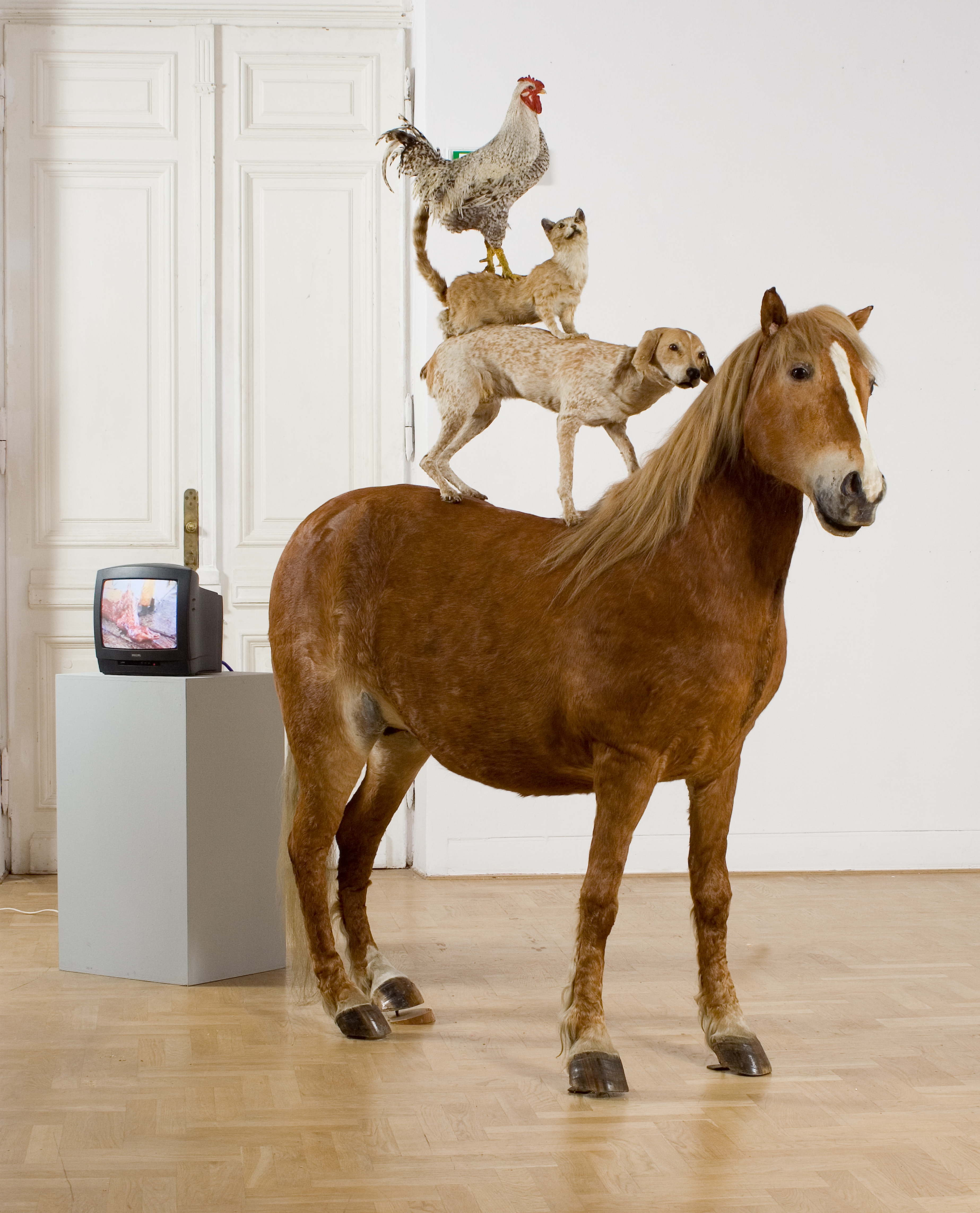
Pirámide de los animales, 1993, Galería Nacional de Arte Zachęta.

En "Olimpia" (1996), Kozyra puso en evidencia su lucha contra el cáncer y el tabú de los cuerpos femeninos desnudos. Como un intento de restaurar la dignidad a un cuerpo enfermo y moribundo al exponer los estereotipos sociales del cuerpo femenino que envejece, Kozyra yuxtapone "Olimpia" (1863) de Édouard Manet —una imagen de un cuerpo sano, fuerte y hermoso— con su propio cuerpo en pleno tratamiento con quimioterapia. Fue una protesta contra la creencia de que las enfermedades corporales o la senilidad condenan a su dueño a la invisibilidad social. El trabajo incluye un tríptico fotográfico de Olimpia y un vídeo del tratamiento de Kozyra. La primera imagen muestra a Kozyra acostada en la misma postura que la "Olimpia", pero su cuerpo no está destinado a ser el objeto de deseo como en la obra de Manet, sino que es pálido, sin cabellos y poco saludable. La segunda imagen muestra a Kozyra desnuda en una cama de hospital: está completamente sin pelo y los efectos de la quimioterapia son evidentes. La tercera imagen muestra a una anciana sentada en una cama. Ella está sola. Su cuerpo es flácido y sus senos están muy caídos. Su cara está arrugada por todas partes y parece que todos sus dientes han desaparecido. Al mismo tiempo, parece muy tranquila, como si se reconciliara con su destino. Las mujeres en todas las fotografías tienen una cosa en común: un lazo negro envuelto alrededor del cuello para simbolizar el luto y el recuerdo de la obra de Manet. El elemento más escandaloso no es presentar el desnudo femenino como tal, sino presentar la realidad de la vida, la enfermedad y la muerte; que el cuerpo femenino no es solo una cosa bella para la admiración de la mirada masculina.

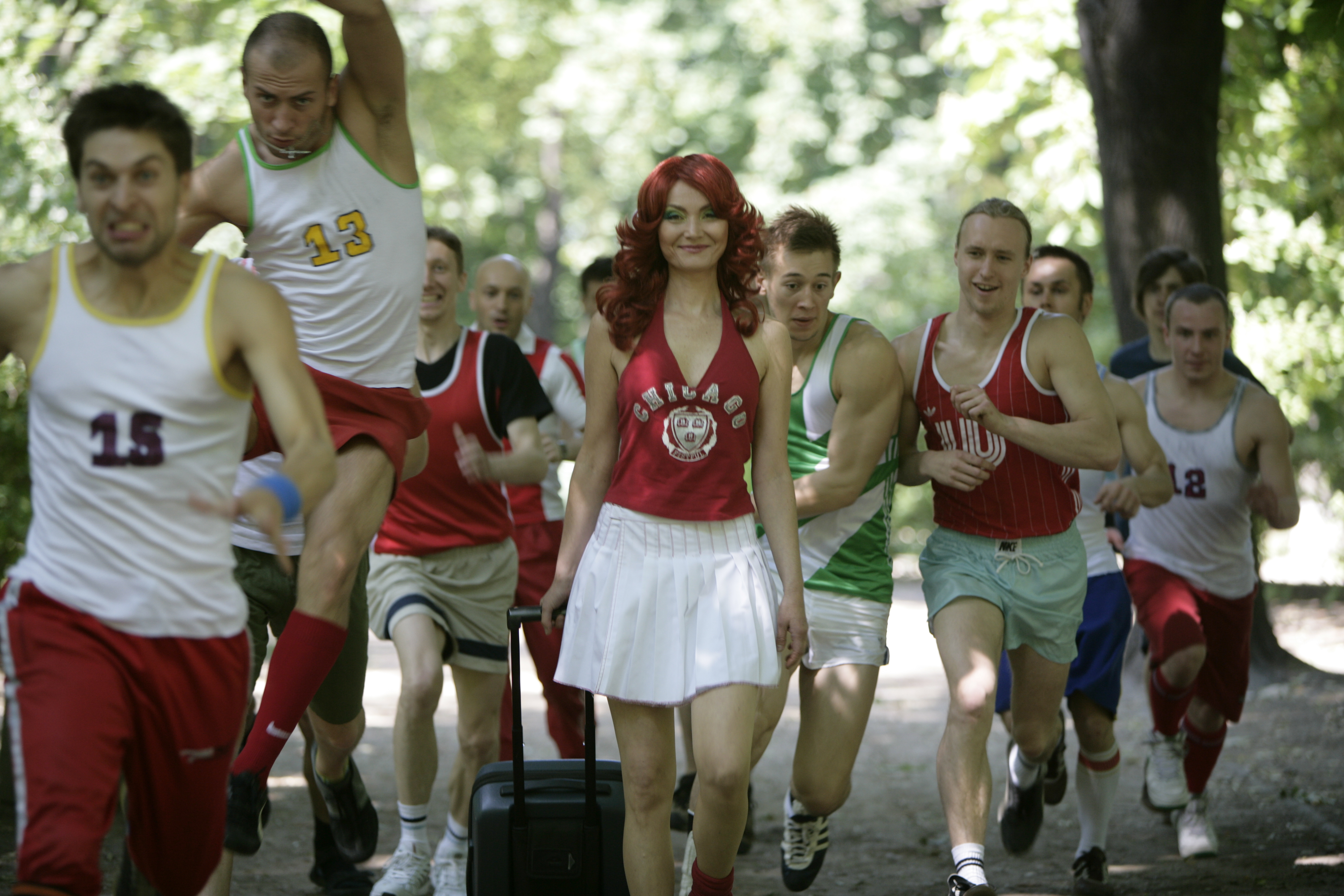
Cheerleaderka / Cheerleader por Katarzyna Kozyra de la Colección Permanente de la Galería Nacional de Arte Zachęta (Varsovia, Polonia)

"Casa de baños" (1997) considera un tema similar. La intención de Kozyra era mostrar cómo aparecen realmente las mujeres en situaciones en la que nadie las está mirando y cuando no necesitan seguir los cánones de belleza. Kozyra pudo documentar este comportamiento natural al realizar su trabajo con una cámara de vídeo oculta. Al hacer esto, presentó el cuerpo femenino tal como es y animó a los espectadores a ir en contra de sus ideales y estándares de belleza anteriores. Además, fue una alusión a la historia del arte, con obras de Rembrandt y Jean Ingres abriendo y cerrando el vídeo.
"Casa de baño para hombres" (1999) fue una confrontación y continuación de "Casa de baño". Kozyra entró en una casa de baños para hombres con un pene falso pegado a ella y una toalla colgada de sus hombros cubriendo los senos. Sorprendentemente, descubrió que los hombres, incluso cuando están solos, se centran en su apariencia, se miran los unos a los otros y se comparan. 
"El rito de la primavera" (1999-2002) fue una videoinstalación inspirada en la coreografía de ballet de Igor Stravinsky, de 1913, del mismo nombre. Para este trabajo, Kozyra usó a ex bailarines del Ballet Nacional de Polonia que ya no podían bailar. Kozyra fotografió a los ancianos tendidos en el suelo en posiciones de baile y luego animó sus movimientos.
Kozrya ha estado trabajando en su serie "En el arte los sueños se vuelven realidad" desde 2003. Las series de arte visual, música y performance del proyecto se presentan por fases, cada una como un trabajo separado, aunque están destinadas a ser combinadas en un largometraje. En la obra, Kozrya está "siendo manipulada mientras se esfuerza por cumplir su sueño de convertirse en una ‘mujer de verdad’ y en una cantante de ópera".

## Controversias y censura
Anda Rottenberg, directora de la Galería Nacional de Arte Zachęta en Varsovia en donde Kozyra mostró "Casa de baño" por primera vez en 1997 y que también compró la obra, suscitó una controversia al escribir y afirmar en Art Monthly, en octubre de 1998, que "Casa de baño" de Kozyra y "Gellert", obra de la artista Tacita Dean de 1998, provenían del mismo tema: la casa de baños más famosa de Budapest. Al admitir libremente que la controversia ayuda a promover un trabajo, "la controversia en torno a esta obra fue, de hecho, un factor muy estimulante y ahora que han pasado los meses, ‘Casa de baño’ se ha convertido en un clásico". Rottenberg encontró que la coincidencia era "realmente asombrosa". Sin embargo, las obras difieren por completo. Mientras que Kozyra usó cámaras ocultas con la intención de revelar el comportamiento natural de las mujeres que se bañan y desafiar las consideraciones normales de privacidad, además de ser un trabajo de vídeo multipantalla (vea la carta nuevamente), Dean contaba con el permiso de los trabajadores del baño y su película de pantalla única está enfocada con las aguas sulfurosas curativas de los baños (ver Colin Gleadell, The Daily Telegraph, 1 de febrero de 2001). 
Su arte, además, estuvo involucrado en un incidente de censura en Polonia en 1999. La exposición llamada "Lazos de sangre", pensada para ser exhibida carteleras públicas, consistía en cuatro fotografías cuadradas. Cada una de las fotos es de una mujer desnuda, la propia artista o su hermana con una pierna amputada. El telón de fondo es de una Cruz Roja o de Media Luna. En los dos paneles inferiores, la cruz y la media luna están rodeados de coles o coliflores. Las vallas publicitarias estaban destinadas a llamar la atención sobre las mujeres sufridas durante la Guerra de Kosovo, especialmente durante los enfrentamientos religiosos. La cruz y la media luna simbolizan los enfrentamientos religiosos, así como las organizaciones de ayuda que brindan ayuda a las víctimas de la guerra. Las mujeres se presentan como bajas.
Los medios pronto se dieron cuenta de lo que se iba a exhibir y comenzaron a ponerse en contacto con organizaciones católicas y gobiernos municipales para ver si se opondrían a la pieza. La artista se vio obligada a tapar con lápiz azul a las mujeres desnudas para que la cruz y la media luna se volvieran indescifrables. Solo se permitieron mostrar los paneles con coles y coliflores. La objeción a la pieza era que las fotografías hacían uso profano de imágenes religiosas y que las mujeres desnudas profanaban la cruz y la media luna.
En abril de 2019, un vídeo de 2005 de Katarzyna Kozyra, que muestra a una mujer caminando con dos hombres vestidos como perros y en cuatro patas, fue censurado y retirado de la colección del Museo Nacional de Varsovia por órdenes de su director Jerzy Miziolek. El director del museo fundamentó su decisión declarando que, aparentemente, parte del público se quejó y que se “oponía a mostrar obras que podrían irritar a los jóvenes sensibles”.

## Premios y distinciones
En 1997, Kozryra recibió el premio Paszport Polityki como la artista más prometedora de Polonia.
En 1999 representó a Polonia en la 48.ª Bienal de Venecia, donde obtuvo una mención honorífica y una mención de honor por su instalación de vídeo "Casa de baño para hombres".
En septiembre de 2011, recibió el Premio del Ministerio de Cultura y Patrimonio Nacional de la República de Polonia por sus logros artísticos.
En 2003, Kozyra recibió una beca del Programa de Artistas de Berlín, DAAD. El dinero lo invirtió en lecciones de canto profesional y maquillaje. Fue instruida por un maestro de canto polaco y por Gloria Viagra, una famosa drag queen con sede en Berlín. Este proceso educativo tuvo éxito y llevó a Katarzyna Kozyra a desarrollar nuevos medios en su práctica artística entre las que incluye el canto el operístico.

## Otras lecturas
- Sabine Folie, The Impossible Theatre: Performativity en the works of Pawel Althamer, Tadeusz Kantor, Katarzyna Kozyra, Robert Kusmirowski y Artur Zmijewski, Verlag Fur Moderne Kunst (2006), ISBN 3-938821-03-5
- Brandon Taylor, Contemporary Art: Art Since 1970, Prentice Hall (2004), ISBN 0-13-118174-2
- Laura Hoptman and Tomas Pospiszyl (ed.), Primary Documents: A Sourcebook for Eastern and Central European Art since the 1950s, The MIT Press (2002), ISBN 0-262-08313-2 - descrito en el Programa Internacional MOMA